# ألبرت فون كوليكر

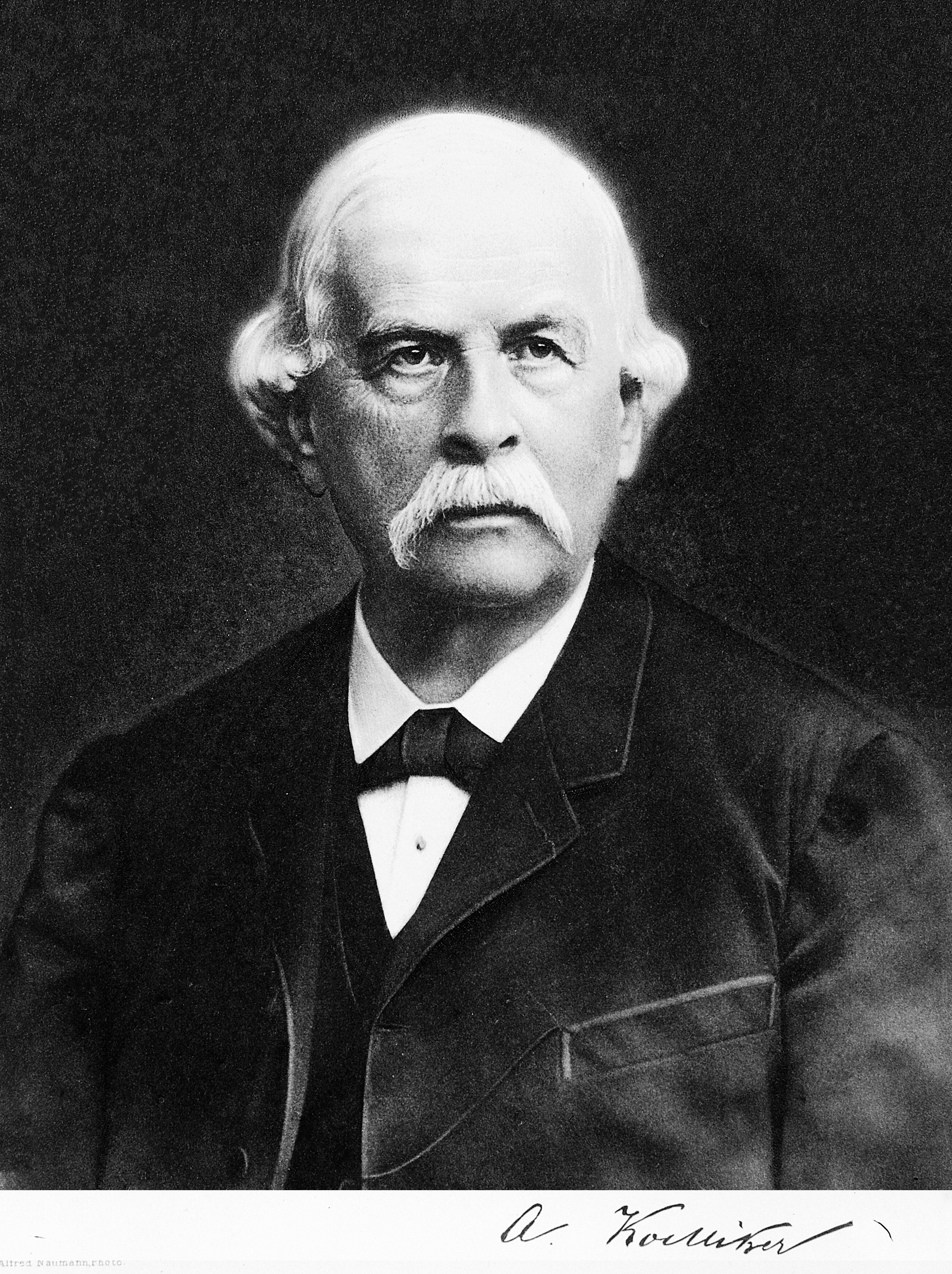
صورة لرودولف كوليكر

ألبرت فون كوليكر (6 يوليو 1817 (زيورخ، 2 نوفمبر 1905 فورتسبورغ) عالم تشريح وفيزيولوجيا، وعالم حيوان سويسري، بدأ دراساته الطبية في زيوريخ في 1836. بعد سنتين، ذهب إلى جامعة بون، وبعدها لجامعة برلين، حيث كان تلميذ لكلا من يوهانس بيتر مولر وفريدريش غوستاف ياكوب هنلي. حصل على درجة الدراسات العليا في الفلسفة في زيورخ في عام 1841، والطب في هايدلبرغ في 1842.
وكان أول عمل له باكاديمية مساعد تشريح لفريريش هنلي لم يدم طويلا حتى عرضت عليه جامعة زيورخ عام 1844 منصب كرسي أستاذ علم وظائف الأعضاء وعلم التشريح المقارن وبقي بمنصبه فيها ثلاث سنوات حتى عرضت عليه جامعة فورتسبورغ عام 1847 منصب أستاذ علم وظائف الأعضاء والتشريح المجهري والمقارن. قبل كوليكر العرض وبقي في ذلك حتى نهاية حياته.
لكن إسهاماته الرئيسية كانت في مجال علم الأنسجة وعلم الحيوان وعلم الأجنة. وعلى خطى هنلي.
وهو عضو خارجية جمعية علم الحيوان في لندن منذ 1862.أصبح عضوا في الجمعيات العلمية في مختلف البلدان، وفي انكلترا
حاصل على ميدالية كوبلي من الجمعية الملكية 1897 وميدالية ينيان 1902

## روابط خارجية
- ألبرت فون كوليكر على موقع الموسوعة البريطانية (الإنجليزية)